# Texas Stars
Texas Stars je profesionální americký klub ledního hokeje, který sídlí v Austinu ve státě Texas. Do AHL vstoupil v ročníku 2009/10 a hraje v Centrální divizi v rámci Západní konference. Své domácí zápasy odehrává v hale H-E-B Center s kapacitou 8 000 diváků. Klubové barvy jsou zelená, stříbrná, černá a bílá.
Klub působí v soutěži jako záložní tým klubu NHL Dallas Stars. Hned v premiérové sezoně se klubu podařilo probojovat do finále AHL, kde v boji o Calderův pohár s Hershey Bears sice začal Texas dvěma výhrami, nakonec ale soupeři podlehl 2:4 na zápasy. V ročníku 2013/14 hrál klub své druhé finále, tentokrát proti St. John's IceCaps uspěl a po vítězství 4:1 na zápasy získal Calderův pohár. Potřetí hráli Stars finále v ročníku 2017/18, kdy podlehli 3:4 s celkem Toronto Marlies.

## Úspěchy klubu
- Vítěz AHL - 1x (2013/14)
- Vítěz základní části - 1x (2013/14)
- Vítěz západní konference - 3x (2009/10, 2013/14, 2017/18)
- Vítěz divize - 3x (2012/13, 2013/14, 2022/23)

## Vyřazené číslo
V klubu se nepoužívá číslo 23 na počest Travise Morina.

## Umístění v jednotlivých sezonách
Stručný přehled
Zdroj:
- 2009–2012: American Hockey League (Západní divize)
- 2012–2013: American Hockey League (Jižní divize)
- 2013–2015: American Hockey League (Západní divize)
- 2015–2018 : American Hockey League (Pacifická divize)
- 2018– : American Hockey League (Centrální divize)

Jednotlivé ročníky
Zdroj:
Legenda: Z – zápasy, V – výhry, P – porážky, PP – porážky v prodloužení či na samostatné nájezdy, VG – vstřelené góly, OG – obdržené góly, B – body
| USA / Kanada (2009 – ) |                        |        |    |    |    |    |     |     |     |        |
| Sezóny                 | Liga                   | Úroveň | Z  | V  | PP | P  | VG  | OG  | B   | Pozice |
| 2009/10                | AHL (Západní divize)   | 2      | 80 | 46 | 7  | 27 | 238 | 198 | 99  | 2.     |
| 2010/11                | AHL (Západní divize)   | 2      | 80 | 41 | 12 | 29 | 213 | 210 | 92  | 4.     |
| 2011/12                | AHL (Západní divize)   | 2      | 76 | 31 | 5  | 40 | 224 | 251 | 67  | 5.     |
| 2012/13                | AHL (Jižní divize)     | 2      | 76 | 43 | 11 | 22 | 235 | 201 | 97  | 1.     |
| 2013/14                | AHL (Západní divize)   | 2      | 76 | 48 | 10 | 18 | 274 | 197 | 106 | 1.     |
| 2014/15                | AHL (Západní divize)   | 2      | 76 | 40 | 14 | 22 | 242 | 216 | 94  | 2.     |
| 2015/16                | AHL (Pacifická divize) | 2      | 76 | 40 | 11 | 25 | 277 | 246 | 91  | 3.     |
| 2016/17                | AHL (Pacifická divize) | 2      | 76 | 34 | 5  | 37 | 224 | 265 | 73  | 7.     |
| 2017/18                | AHL (Pacifická divize) | 2      | 76 | 38 | 14 | 24 | 223 | 231 | 90  | 2.     |
| 2018/19                | AHL (Centrální divize) | 2      | 76 | 37 | 8  | 31 | 238 | 231 | 82  | 6.     |
| 2019/20                | AHL (Centrální divize) | 2      | 62 | 27 | 7  | 28 | 171 | 192 | 61  | 6.     |
| 2020/21                | AHL (Centrální divize) | 2      | 38 | 17 | 3  | 18 | 117 | 124 | 37  | 5.     |
| 2021/22                | AHL (Centrální divize) | 2      | 72 | 32 | 12 | 28 | 219 | 230 | 76  | 5.     |
| 2022/23                | AHL (Centrální divize) | 2      | 72 | 40 | 12 | 20 | 265 | 210 | 92  | 1.     |
| 2023/24                | AHL (Centrální divize) | 2      | 72 | 33 | 6  | 33 | 234 | 240 | 72  | 4.     |

### Play-off
| Sezona  | Předkolo                                   | 1. kolo                                    | 2. kolo                                    | Finále konference                          | Finále Calder Cupu                         |
| ------- | ------------------------------------------ | ------------------------------------------ | ------------------------------------------ | ------------------------------------------ | ------------------------------------------ |
| 2009/10 |                                            | postup, 4–0, Rockford                      | postup, 4–3, Chicago                       | postup, 4–3, Hamilton                      | Finále AHL, 4–2, Hershey                   |
| 2010/11 |                                            | porážka, 2–4, Milwaukee                    | —                                          | —                                          | —                                          |
| 2011/12 | mužstvo se nekvalifikovalo                 | mužstvo se nekvalifikovalo                 | mužstvo se nekvalifikovalo                 | mužstvo se nekvalifikovalo                 | mužstvo se nekvalifikovalo                 |
| 2012/13 |                                            | postup, 3–1, Milwaukee                     | porážka, 1–4, Oklahoma City                | —                                          | —                                          |
| 2013/14 |                                            | postup, 3–0, Oklahoma City                 | postup, 4—2, Grand Rapids                  | postup, 4–3, Toronto                       | Vítěz AHL, 4-1, St. John's                 |
| 2014/15 |                                            | porážka, 0–3, Rockford                     | –                                          | –                                          | –                                          |
| 2015/16 |                                            | porážka, 1–3, San Diego                    | –                                          | –                                          | –                                          |
| 2016/17 | mužstvo se nekvalifikovalo                 | mužstvo se nekvalifikovalo                 | mužstvo se nekvalifikovalo                 | mužstvo se nekvalifikovalo                 | mužstvo se nekvalifikovalo                 |
| 2017/18 |                                            | postup, 3–1, Ontario                       | postup, 4—1, Tucson                        | postup, 4—2, Rockford                      | Finále AHL, 3—4, Toronto                   |
| 2018/19 | mužstvo se nekvalifikovalo                 | mužstvo se nekvalifikovalo                 | mužstvo se nekvalifikovalo                 | mužstvo se nekvalifikovalo                 | mužstvo se nekvalifikovalo                 |
| 2019/20 | sezona nedohrána kvůli pandemii koronaviru | sezona nedohrána kvůli pandemii koronaviru | sezona nedohrána kvůli pandemii koronaviru | sezona nedohrána kvůli pandemii koronaviru | sezona nedohrána kvůli pandemii koronaviru |
| 2020/21 | play off nehráno kvůli pandemii koronaviru | play off nehráno kvůli pandemii koronaviru | play off nehráno kvůli pandemii koronaviru | play off nehráno kvůli pandemii koronaviru | play off nehráno kvůli pandemii koronaviru |
| 2021/22 | porážka, 0–2, Rockford                     | –                                          | –                                          | –                                          | –                                          |
| 2022/23 |                                            | postup, 3–0, Rockford                      | porážka, 2–3, Milwaukee                    | –                                          | –                                          |
| 2023/24 | postup, 2–0, Manitoba                      | porážka, 2–3, Milwaukee                    | –                                          | –                                          | –                                          |

## Klubové rekordy

### Za sezonu
Góly: 37, Matt Fraser (2011/12)
Asistence: 56, Travis Morin (2013/14)
Body: 88, Travis Morin (2013/14)
Trestné minuty: 155, Luke Gazdic (2009/10)
Průměr obdržených branek (min. 25 odchytaných zápasů) : 1.83, Brent Krahn (2009/10)
Procento úspěšnosti zákroků (min. 25 odchytaných zápasů) : .945, Brent Krahn (2009/10)
Čistá konta: 6, Richard Bachman (2010/11)
Vychytaná vítězství: 28, Richard Bachman (2010/11)

### Celkové
Góly: 175, Travis Morin
Asistence: 385, Travis Morin
Body: 560, Travis Morin
Trestné minuty: 447, Luke Gazdic
Čistá konta: 9, Richard Bachman a Jack Campbell
Vychytaná vítězství: 63, Jack Campbell a Landon Bow
Odehrané zápasy: 688, Travis Morin